# Bill Coleman

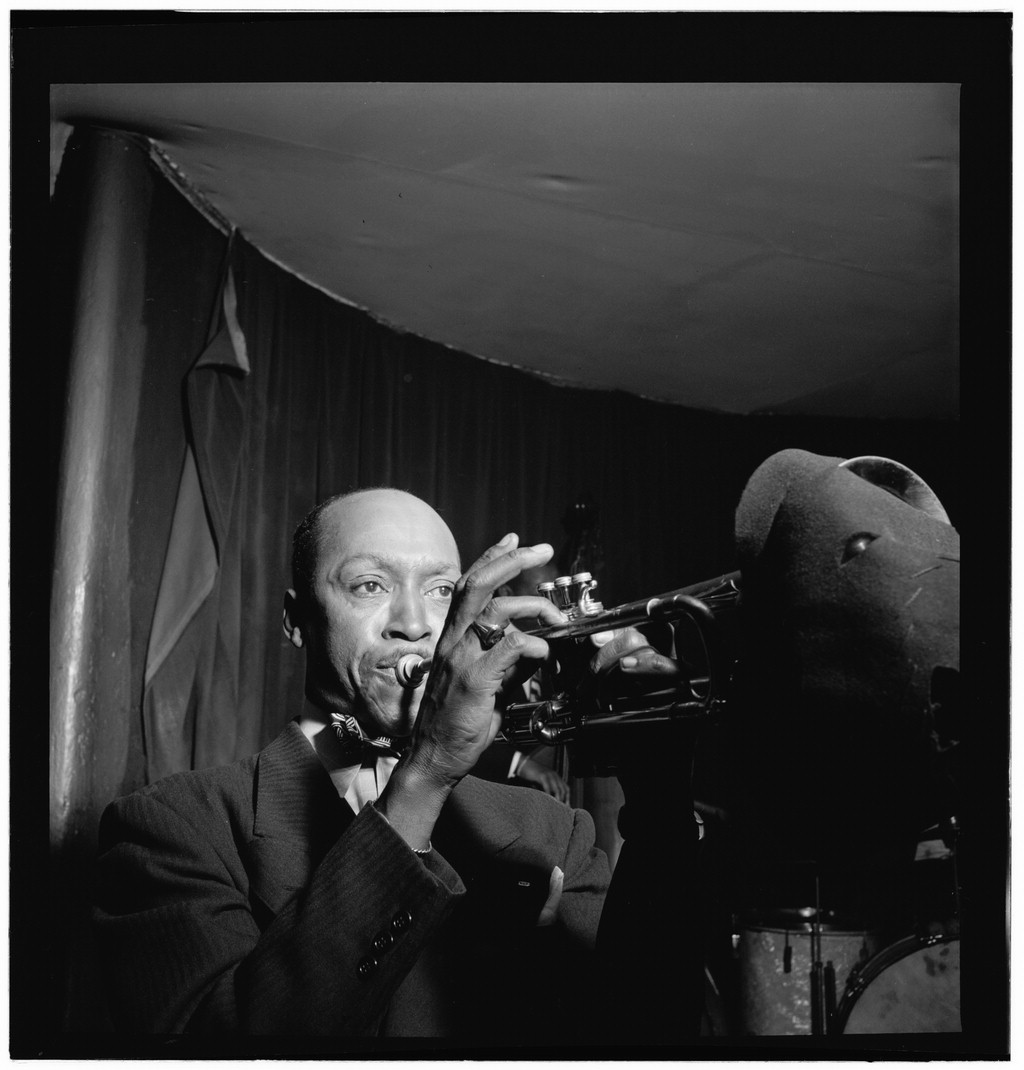
Bill Coleman bei einem Auftritt im Café Society, um 1947. Fotografie von William P. Gottlieb.

William Johnson „Bill“ Coleman (* 4. August 1904 in Paris, Kentucky; † 24. August 1981 in Toulouse) war ein US-amerikanischer Jazz-Trompeter des Swing.

## Leben
Coleman spielte zunächst Klarinette und Saxophon, bevor er zur Trompete wechselte, die er in einem Kinderorchester in Cincinnati spielte. Im Alter von 16 Jahren gründete er seine erste Formation, Professor Johnson Coleman and his Band; er begann seine Profikarriere im Orchester von Clarence Paige, spielte dann in der Band der Brüder Lloyd und Cecil Scott, mit der er 1927 nach New York City kam und auch im Harlemer Savoy Ballroom auftrat und erste Schallplatten einspielte.  1929 war er Mitglied in Luis Russells Orchester; er verließ aber die Band 1933, als die Soli fast nur noch an Red Allen gingen. 1933 war er erstmals in Frankreich mit der Band von Lucky Millinder; Nach seiner Rückkehr nahm er 1934 mit Fats Waller auf und arbeitete bei Teddy Hill. Nach einem Engagement im Orchester von Teddy Charles ging er 1935 wieder nach Frankreich, wo er mit eigenen Bands (u. a. Swingmen from Harlem), mit Django Reinhardt/Stéphane Grappelli und mit der Band von Willie Lewis für das Label Swing aufnahm. 1938 bis 1940 war er in Ägypten mit der Band von Herman Chittison. Nach seiner Rückkehr nach Paris nahm er mit Dickie Wells und Teddy Hill auf.
Infolge des Ausbruchs des Zweiten Weltkriegs musste Coleman in die Vereinigten Staaten zurückkehren; wieder in New York spielte er 1940 bei Benny Carter und Teddy Wilson und 1941/42 mit Andy Kirk. Er nahm mit Billie Holiday und 1943 mit Lester Young und Coleman Hawkins auf. Weiter spielte er mit Mary Lou Williams, 1945 mit John Kirby in Kalifornien sowie in den Bands von Sy Oliver und Billy Kyle 1946/47.

1948 ging er nach Frankreich zurück, wo er von da an blieb. Mit eigenen Bands und speziell zusammengestellten All-Star Besetzungen tourte er häufig in Europa. Er spielte ab Mitte der 1950er Jahre in einem Pariser Club, wo er mit durchreisenden (und exilierten) US-amerikanischen Musikern spielte wie Don Byas und Albert Nicholas, sowie mit Franzosen wie dem Saxophonisten Guy Lafitte und Stéphane Grappelli. 1961 spielte er mit der Bigband von Count Basie in Antibes. 1967 nahm er mit Ben Webster in London auf (Ben Webster meets Bill Coleman auf Black Lion). Mit Guy Lafitte präsentierte er sich beim Montreux Jazz Festival 1973.
Seine Autobiographie „Trumpet Story“ kam 1981 in Französisch heraus (englisch 1991 bei Northeastern University Press). Darin gibt er als einen wichtigen Grund dafür, die USA zu verlassen, die dortige Rassentrennung an. 1974 erhielt er den französischen Ordre national du Mérite. Zuletzt lebte er in Südwestfrankreich in Cadeillan (Département Gers). Noch einen Monat vor seinem Tod spielte er mit Freunden Trompete, allerdings wegen seiner Herzschwäche nur sitzend. Seine Trompete und weiterer Nachlass befinden sich im Jazzmuseum des Dorfes Marciac („Territoires du Jazz“), in dem auch seit 1978 im August ein bekanntes, international besetztes Jazzfestival stattfindet. Der Gründer des Festivals Louis Guilhaumon, ein Englisch-Lehrer, lud damals die in der Nähe wohnenden Bill Coleman und Guy Lafitte ein, dort zu spielen.
Die französische Académie du Jazz vergab ihm zu Ehren den Prix Bill Coleman für Alben des klassischen Jazz.

## Diskographische Hinweise
- Hangin’ Around (Topaz, 1929–43) mit Red Allen, J. C. Higginbotham, Dicky Wells, Joe Marsala, Coleman Hawkins, Oscar Pettiford, Stephane Grappelli, Shelly Manne
- Bill Coleman 1936–1938 (Classics) mit Alix Combelle, Herman Chittison, Django Reinhardt, Lucien Simoens
- Bill Coleman 1951–1952 (Classics) mit Dicky Wells, Guy Lafitte, Zutty Singleton
- Bill Coleman 1952–1953 (Classics) mit Dicky Wells, Guy Lafitte, Benny Waters, Wallace Bishop
- From Boogie to Funk (Emarcy, 1960) mit Quentin Jackson, Budd Johnson, Patti Bown, Buddy Catlett, Joe Harris
- A Smooth One (Jasmine, 1967)
- Bill Coleman Plus Four (Jazzology, 1977) mit Art Taylor
- Americans Swinging in Paris – Bill Coleman Live (EMI, 1979)
- Really I Do (Black & Blue, 1980) mit Guy Lafitte, Panama Francis